# Hubert Izdebski
Hubert Ireneusz Izdebski (ur. 19 września 1947 w Warszawie) – polski prawnik i nauczyciel akademicki, radca prawny, profesor nauk prawnych, historyk idei i prawa, teoretyk administracji, specjalizujący się w zagadnieniach dotyczących legislacji i administracji publicznej, członek korespondent Polskiej Akademii Nauk.

## Życiorys
Ukończył w 1969 studia prawnicze na Wydziale Prawa Uniwersytetu Warszawskiego. Uzyskał stopnie doktora i doktora habilitowanego nauk prawnych, a w 1988 otrzymał tytuł profesora nauk prawnych. Uzyskał uprawnienia adwokata i radcy prawnego, podjął praktykę w zawodzie radcy prawnego.
Był zawodowo związany z UW, gdzie doszedł do stanowiska profesora zwyczajnego i dyrektora Instytutu Nauk o Państwie i Prawie na Wydziale Prawa i Administracji Uniwersytetu Warszawskiego. Został także wykładowcą Collegium Civitas w Warszawie oraz Krajowej Szkoły Administracji Publicznej. Objął stanowisko profesorskie na Wydziale Prawa Uniwersytetu SWPS w Warszawie. Był wykładowcą uczelni we Francji i Szwajcarii.
Był członkiem Rady Legislacyjnej przy prezesie Rady Ministrów. Był sekretarzem Centralnej Komisji do Spraw Stopni i Tytułów. W latach 2000–2009 pełnił funkcję przewodniczącego Fundacji Uniwersytetu Warszawskiego. Był również sekretarzem zarządu głównego Polskiego Towarzystwa Historycznego (1985–1988) i wiceprezesem Polskiego Towarzystwa Historycznego (1988–1991). Członek zwyczajny Towarzystwa Naukowego Warszawskiego. Wszedł w skład komitetu redakcyjnego „Czasopisma Prawno-Historycznego”, a także został redaktorem naczelnym czasopisma „Samorząd Terytorialny”.
W 2016 został członkiem korespondentem Polskiej Akademii Nauk. Wchodził w skład Komitetu Nauk Prawnych Polskiej Akademii Nauk.
Uczestniczył w pracach nad reformą administracji publicznej w latach 1991–1994, 1995–1997, 1998. Autor projektu drugiej ustawy samorządowej dla miasta stołecznego Warszawy. Współtworzył projekt ustawy o działalności pożytku publicznego i o wolontariacie. Autor i współautor wielu publikacji z zakresu prawa administracyjnego, historii myśli politycznej i prawnej, historii ustroju i prawa, prawa cywilnego, konstytucyjnego oraz teorii i filozofii prawa. W 2016 kierowany przez niego zespół naukowy znalazł się w grupie trzech laureatów ogłoszonego przez ministra nauki i szkolnictwa wyższego konkursu na przygotowanie projektu założeń nowej ustawy o szkolnictwie wyższym.

## Odznaczenia
W 2003, za wybitne zasługi w pracy dydaktyczno-wychowawczej, odznaczony Krzyżem Kawalerskim, a w 2014, za wybitne zasługi w działalności publicznej, za umacnianie praworządności oraz wkład w unowocześnianie administracji i rozwój samorządu w Polsce, Krzyżem Oficerskim Orderu Odrodzenia Polski.
W 2015 został odznaczony Odznaką Honorową za Zasługi dla Samorządu Terytorialnego. W 2024 wyróżniony Odznaką Honorową „Zasłużony dla Kultury Polskiej” oraz Odznaką Honorową Zasłużonego dla Warszawy.

## Wybrane publikacje
- Administracja. Zagadnienia ogólne (wraz z Michałem Kuleszą), Liber, Warszawa 1996.
- Doktryny polityczno-prawne. Fundamenty współczesnych państw, LexisNexis, Warszawa 2010.
- Elementy teorii i filozofii prawa, LexisNexis, Warszawa 2008.
- Fundamenty współczesnych państw, LexisNexis, Warszawa 2007.
- Historia administracji, Wydawnictwa Uniwersytetu Warszawskiego, Warszawa 1980.
- Historia myśli politycznej i prawnej, wyd. C.H. Beck, Warszawa 1996.
- Introduction to public administration and administrative law,Liber, Warszawa 2006.
- Prawo o szkolnictwie wyższym. Komentarz (wraz z Janem Michałem Zielińskim), Wolters Kluwer Polska, Warszawa 2013.
- Samorząd terytorialny, podstawy ustroju i działalności, LexisNexis, Warszawa 2003.
- Ustawa o stopniach naukowych i tytule naukowym. Komentarz (wraz z Janem Michałem Zielińskim), Wolters Kluwer Polska, Warszawa 2013.
- Ideologia i zagospodarowanie przestrzeni. Doktrynalne prawno-polityczne uwarunkowania urbanistyki i architektury, Wolters Kluwer Polska, Warszawa 2013.
- Ile jest nauki w nauce?, Wolters Kluwer Polska, Warszawa, 2018.
- Komentarz do Konstytucji RP, różne tomy (w tym wspólnie z Kazimierzem Michałem Ujazdowskim), Difin, Warszawa 2018–2025.